# Lele (peuple de la république démocratique du Congo)
Pour les articles homonymes, voir Lele.
Les Lele sont une population de langue bantoue d'Afrique centrale vivant en République démocratique du Congo. Ils sont établis sur le territoire d’Ilebo, dans l’actuelle province du Kasai, entre la rivière Kasai au nord et à l’Est, la rivière Loange (Tembo ou Katembo) à l’Ouest. En outre, on retrouve quelques bashilele qui habitent les bords de la Loange dans le territoire d’Idiofa, province de Kwilu. Du point de vue ethnographique ou tribal, les bashilele font frontières avec les bakuba et les baluba et les Bashi-bienge à l’Est, les bakele, les bankutu, nkoudous, les basakata, au nord. Et au sud et à l’Ouest par les Bandjembe et les Bawongo, les bapende, les Badinga. En outre, il y a les batshoko qui sont dispersés dans plusieurs parties de la région.
Ils font partie du grand groupe des Anamongo. Par la langue et la culture, ils sont également proches des Wongo et des Bakuba. Selon la tradition, les trois groupes sont issus d'un ancêtre commun, Woto.
La polyandrie est l'une des caractéristiques de la société leele traditionnelle.

## Ethnonymie
Selon les sources on observe les variantes suivantes : Bachilela, Bachilele, Bajilele, Bashileele, Bashilehle, Bashilele, Bashi-Lele, Bashilyeel, Batsilele, Bouxhilile, Hongo, Leele, Leles, Schilele, Shilele, Usilele, Wongo.

## Histoire

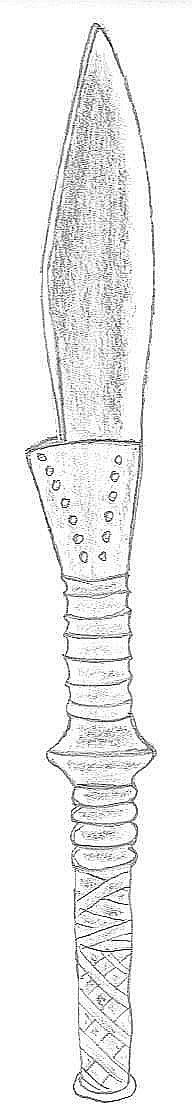
Arme leele

Les Leele ont subi une action anti-sorcellaire appelée mupele en 1980. L'abbé Minengu, du diocèse d'Idiofa, a sillonné la région et a, par la force, interdit toute pratique liée à ce qu'il considérait comme de la sorcellerie. Les cultes traditionnels ont été vilipendés et quasiment éradiqués. Les rites traditionnels ont été interdits, les objets de divination « itumba » ont été confisqués ou brûlés sur des feux d'amour. Le traumatisme est encore présent dans les esprits des anciens, dont certains ont été menacés physiquement.

## Langue et population
Ils parlent le lele, une langue bantoue dont le nombre de locuteurs était estimé à 26 000 en 1971. Le lele ou le kishilele fait partie des langues bushong et ba-wongo. Selon VANSINA, « le lele comme le wongo est une langue presque inconnue et peut-être considéré comme une variante du lu-kuba », (VANSINA, J., Les tribus Ba-kuba et les peuplades apparenteés,  Tervuren, 1954, p.36. ) En plus,  à propos  de l’évolution de cette langue, aujourd’hui  nous pouvons dire  qu'il existe, de quelque manière, deux sortes de kishilele ; l’on parle parfois de ki(s)hi-tende et ki(s)hi-ngere [1] pour  les distinguer. Le ki(s)hi-tende est principalement parlé dans le secteur sud-banga au sud du territoire des bashilele. Et le ki(s)hi-ngere est parlé au centre-Nord,  dans les secteurs de Mapangu et Basongo.
Quant à la différence entre ces deux variantes du kishilele, elle se situe au niveau de la prononciation  et parfois même de l’écriture de certains mots. Tandisque le ki(s)hi-ngere utilise beaucoup le son h,  le h aspiré, le kishi-tende utilise beaucoup le son sh. Voilà qui crée la différence. Ainsi par exemple, l’on aura
En Kishi-Ngere                                   En Kishi-tende             Traduction
Mah                                                    Mash                                l’eau
Roh                                                    rosh                                   la source,
Ruhirere                                              bushirere                           la langue kishilele
Hemb                                                 shemb                                anguille
Ihaku                                                   Ishaku                               nom du deuxième jumeau
Ainsi donc, pour tant d’autres mots, et surtout dans la conjugaison, cette différence est bien présente. Ces quelques différences seraient probablement nées du contact des bashilele de la partie sud aux bandjembe (bawongo) avec qui ils font frontières. Sinon, les mots de la langue  kishilele restent presque les mêmes partout. 
La tribu de Bashilele compte plusieurs groupements, parmi lesquels nous pouvons citer : Bakumu-biyambu, tundu Kateya, tundu-Mandjumba, Tundu-Lunda, Tundu-Ngomandja, Tundu-Nyate, Tundu-Pero Minenge, Tundu-Kambulu, Tundu-Matamashi, Tundu-kambembo, tundu-ididingi bashi-Mabond, Bashi-shabita, bashi-bushongo, batswa bandomayi, mabomwetshi, etc. Ces différents groupement occupent les actuels secteurs de Mapangu, Basongo te Sud-Banga.  la  tribu lele est donc celle  qui occupe majoritairement le territoire d’Ilebo.  
[1] Tende et Ngere ne sont ni des peuples, ni des tribus ou clans, etc., ce sont simplement deux mots qui signifient, en Kishilele,  amont et aval, et  dans notre contexte, les références géographiques  sont les rivières kasai et Loange.  
Une autre source évalue la population lele à environ 20 000 personnes. Une troisième référence porte ce chiffre à 30 000.

## Culture
Les Lélé ont produit des masques de forme aplatie, aux yeux souvent cernés de plusieurs lignes, ainsi que des objets de prestige, notamment des statuettes reconnaissables à leur coiffure en longues tresses.
- femmes : culture du maïs et du manioc,
- hommes : prétention à être des chasseurs intrépides, passion de tissage et couture de tissus de raphia (pour exportation hors du territoire, et comme monnaie en interne).

### Discographie
- Anthologie de la musique congolaise – RDC, vol. 9 : Musique traditionnelle des Leele, collecteur R. Menard, Musée royal de l'Afrique centrale/Fonti musicali (CD + livret)